# 天方通興
天方 通興（あまがた みちおき）は、戦国時代の武将。通称は四郎三郎、三河守、山城守。

## 略歴
天方通稙の子。今川氏に属し、今川氏真が没落した後に石川数正に就いて徳川家康に仕えた。
天正2年（1574年）遠江国犬居城を攻める際、大久保忠世に属して案内者を務めた。
子に天方通綱がいる。通綱は切腹の命を受けた家康の嫡子信康の検視役を命じられた。しかし、信康自刃に際し介錯を頼まれた服部正成がその任に堪えきれず、代わって通綱が信康の介錯をした。のちに信康介錯のことをはばかって高野山へ出奔した。通興は天方家の存続をはかるため、青山忠成の五男で外孫の通直を養子にした。
慶長元年（1596年）死去。享年79。法名夕雲。